# Німецько-польський кордон
Німецько-польський кордон (нім. Grenze zwischen Deutschland und Polen; пол. Granica polsko-niemiecka) — державний кордон між Республікою Польща та Федеративною Республікою Німеччина, (включаючи водний кордон) протяжністю 467 кілометрів.
Це кордон Західної Польщі та Східної Німеччини. Німеччина є однією з семи держав, що межують із Польщею, а Польща є однією з дев'яти держав, що межують із Німеччиною. З огляду на розташування її часто називають кордоном по Одеру — Нейсе.
Поточний кордон був створений після об'єднання Німеччини 3 жовтня 1990 року, до цього Польща межувала з Німецькою Демократичною Республікою і кордон був ідентичний. Вона була сформована після Другої світової війни рішенням союзників на Ялтинській та Потсдамській конференціях.
Простягається від Балтійського моря на півночі до Чехії на півдні.